# Darryl Pearce
Pour les articles homonymes, voir Pearce.
Darryl Pearce, né le 15 octobre 1960 à Adélaïde (Australie) et mort le 12 janvier 2025 à Melbourne,  est un joueur australien de basket-ball. Il joue en qualité d’arrière entre 1982 et 1995.